# Anahita nathani
Anahita nathani là một loài nhện trong họ Ctenidae.
Loài này thuộc chi Anahita. Anahita nathani được Embrik Strand miêu tả năm 1906.